# And Then It Got Ugly
And Then It Got Ugly è il quarto album dei Rhino Bucket, uscito nel 2006 per l'etichetta discografica Acetate Records.

## Tracce
1. Welcome to Hell (Rhino Bucket) 4:10
2. Dead & Well (Rhino Bucket) 3:39
3. Don't Bring Her Down (Rhino Bucket) 3:00
4. Monkey Boy Highway (Rhino Bucket) 3:10
5. Smile (Rhino Bucket) 3:32
6. Word (Rhino Bucket) 4:52
7. Hammer & Nail (Rhino Bucket) 3:13
8. Invisible (Rhino Bucket) 3:11
9. She Rides (Rhino Bucket) 4:12
10. Blood, Sweat & Beers (Rhino Bucket) 4:43
11. I Was Told (Rhino Bucket) 3:54

## Formazione
- Georg Dolivo - voce, chitarra
- Brian Forsythe - chitarra
- Reeve Downes - basso
- Jackie Enx (Liam Jason) - batteria